# Anatosuchus
Anatosuchus (gr. "cocodrilo pato") es un género extinto de cocodrilo notosuquio descubierto en Gadoufaoua, Níger, y descrito por un equipo de palaeontólogos encabezados por el estadounidense Paul Sereno en 2003. Su nombre hace referencia a su hocico que tiene la forma de un pico de pato.

## Especies y descubrimiento

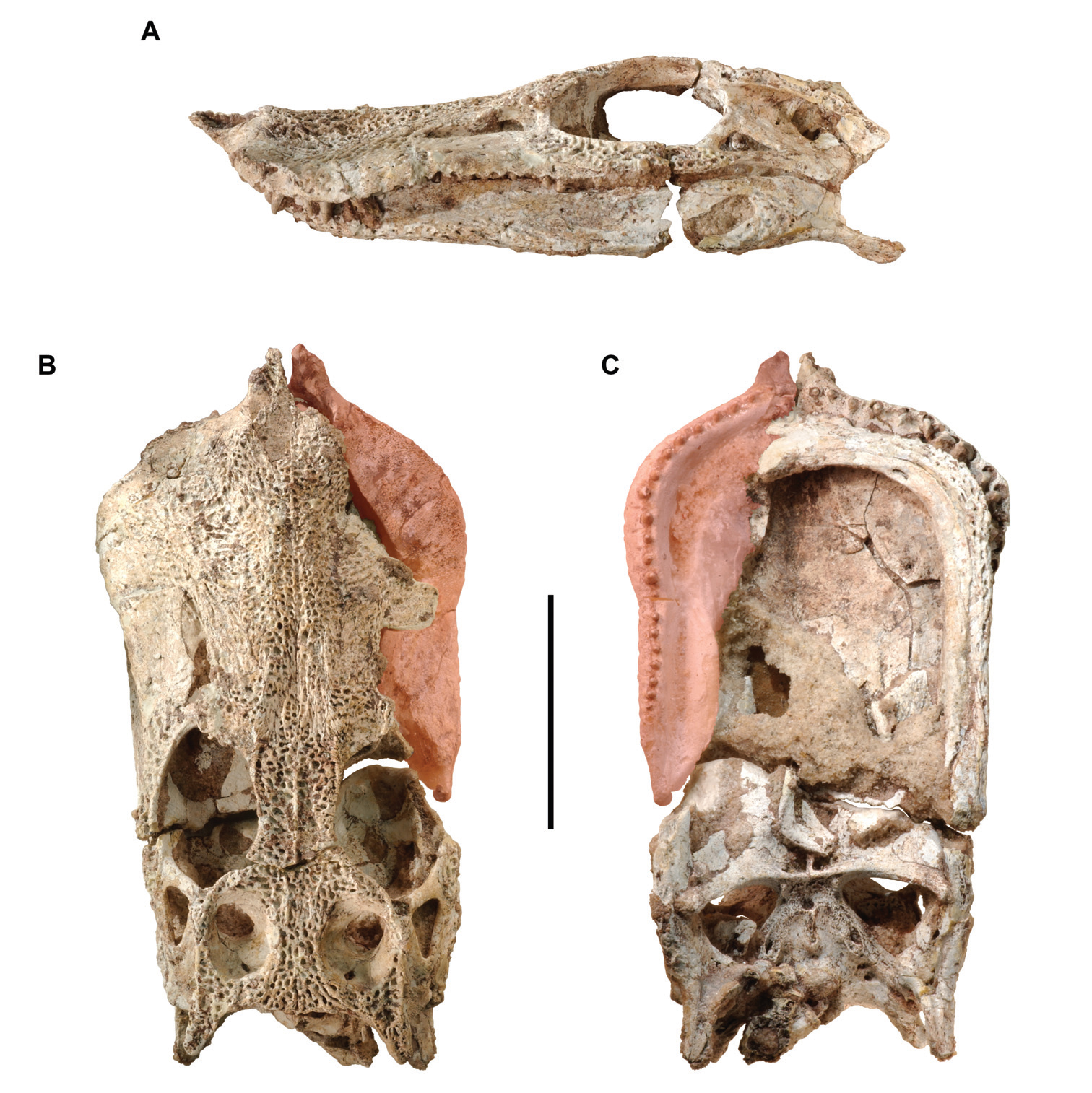
El cráneo en varias vistas.

Anatosuchus fue descrito a partir de un ejemplar joven. El material del holotipo (MNN GDF603), es un cráneo casi completo con las mandíbulas articuladas. Fue descubierto en la porción superior de la formación Elrhaz y en una porción más baja de la formación Echkar, indicando que pertenece al Cretácico Inferior (Aptiense superior o Albiense inferior).

## Sistemática
En la descripción inicial de Anatosuchus, su supuso que formaba un clado con Comahuesuchus, dentro de un menos inclusivo Notosuchia, también encontró que podían ser monofiléticos. Sin embargo, el trabajo adicional propuso que Anatosuchus no está estrechamente vinculado a Comahuesuchus.

## Paleobiología
Como el nombre específico indica (A. minor) era un cocodrilo muy pequeño, con una longitud de cuerpo adulto estimada de aproximadamente 70 centímetros. Tenía un hocico muy amplio en forma de pico de pato.